# Station Kleine Scheidegg
Station Kleine Scheidegg is een spoorwegstation in de Zwitserse gemeente Lauterbrunnen op 2.061 m.ü.M. hoogte gelegen op de bergpas van de Kleine Scheidegg. Het station is het hoogste punt van de smalspoorbaan Wengernalpbahn, de verbinding tussen Lauterbrunnen, Wengen, Kleine Scheidegg en Grindelwald. In het station bevindt zich ook het dalstation van de Jungfraubahn vanwaar treinen naar station Jungfraujoch vertrekken.
Het station werd geopend op 10 augustus 1892. Bij het station bevinden zich twee depot van de Jungfraubahn.

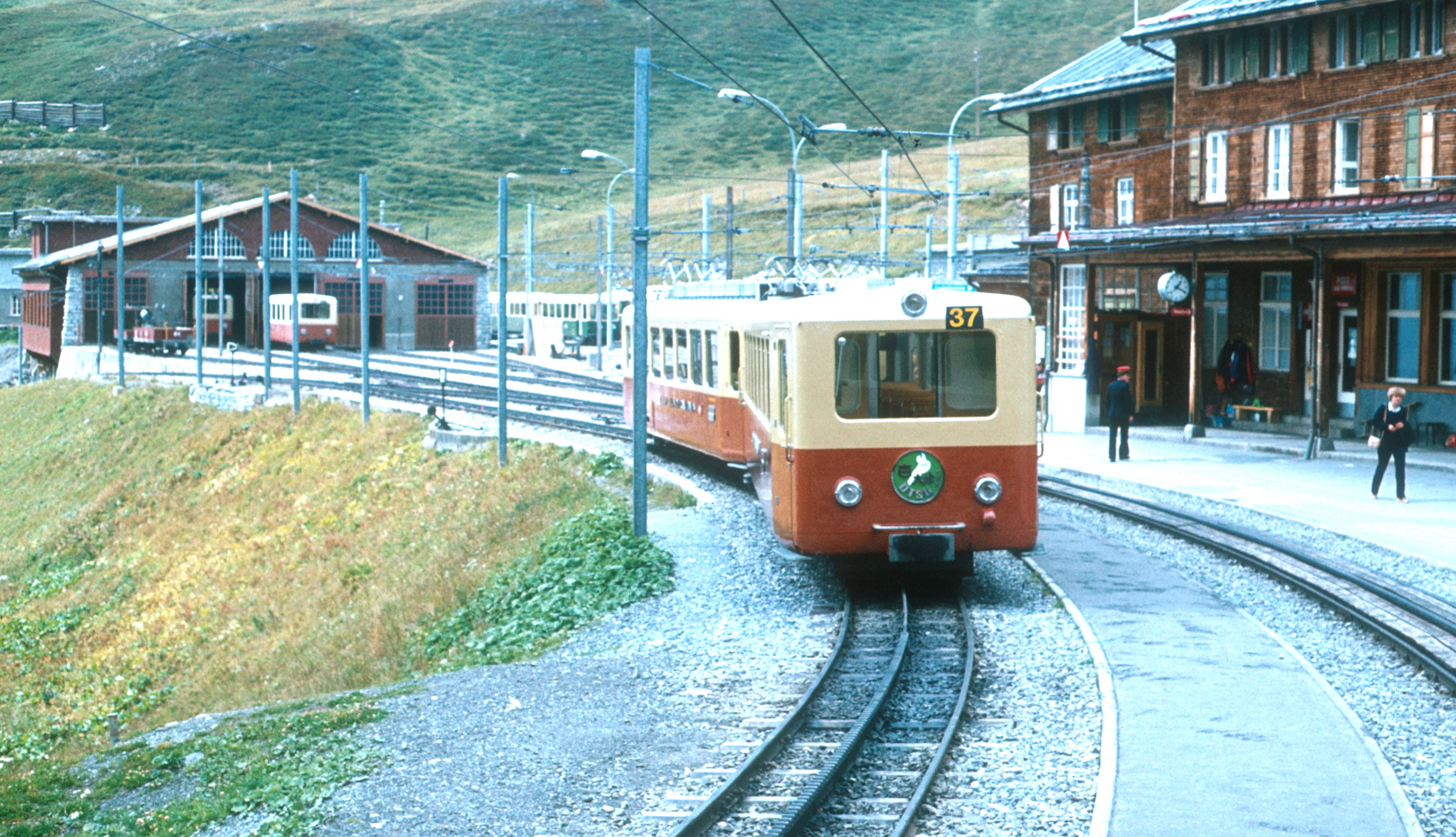
Zijde Jungfraubahn van het station
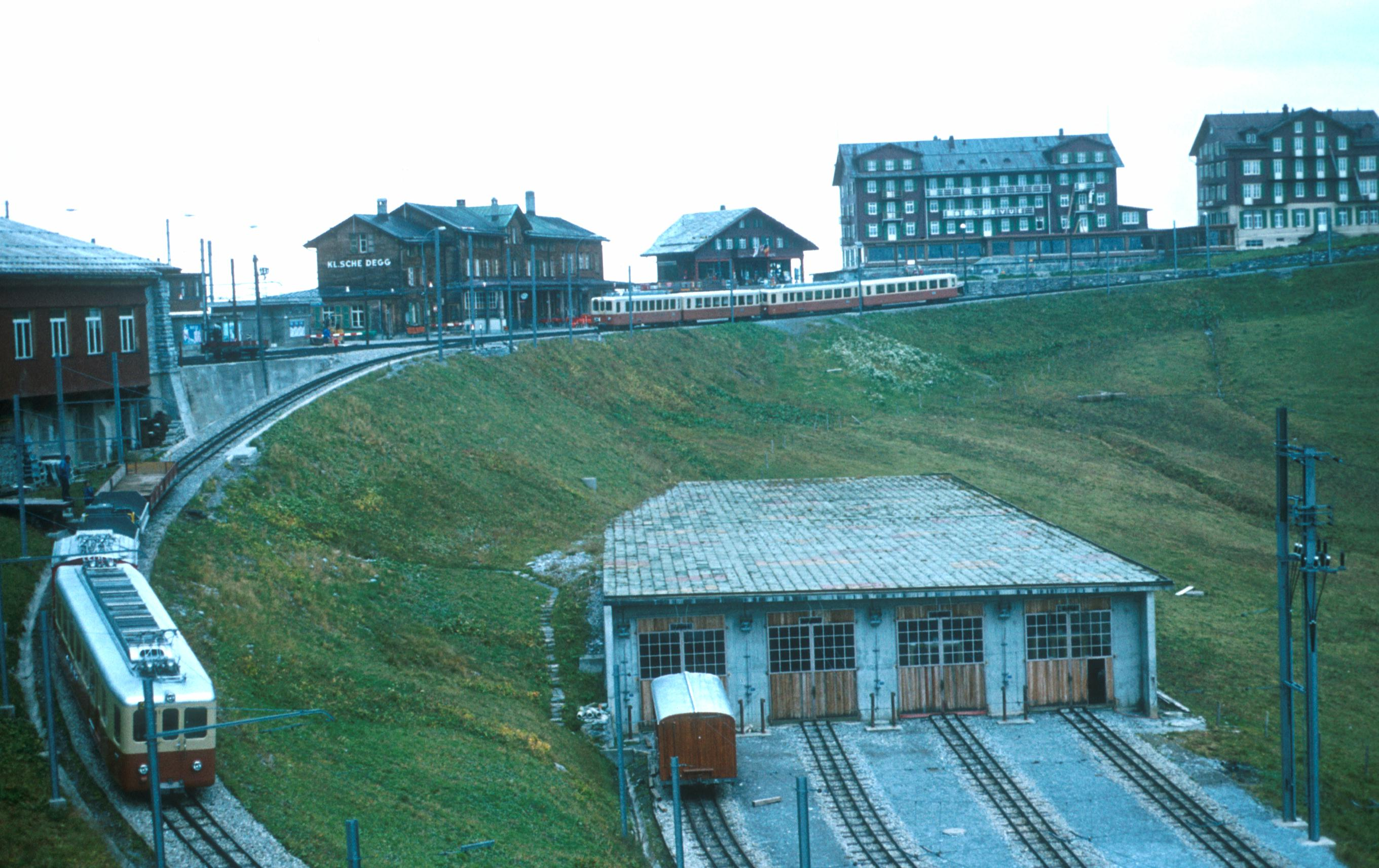
depots van de Jungfraubahn
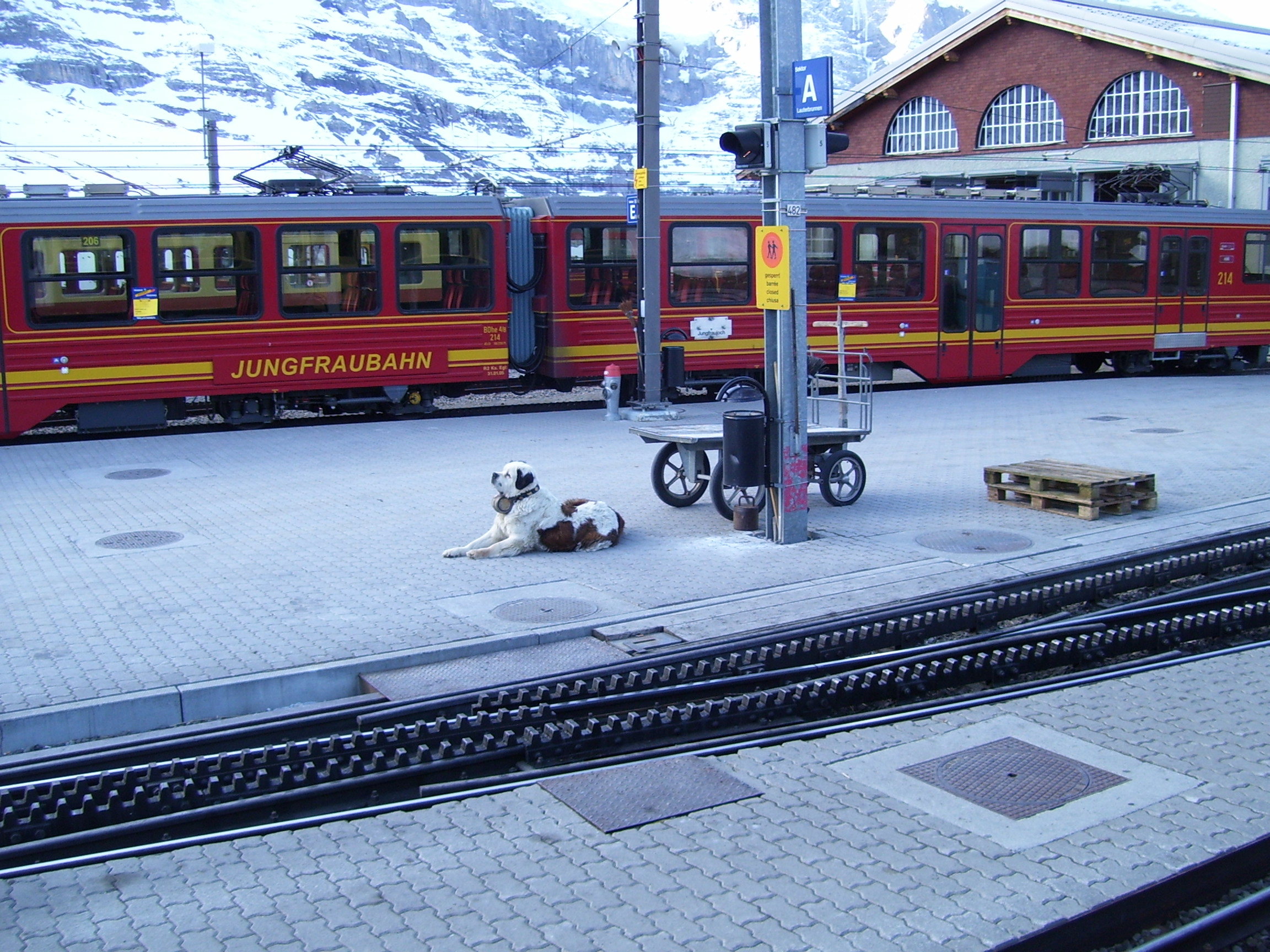
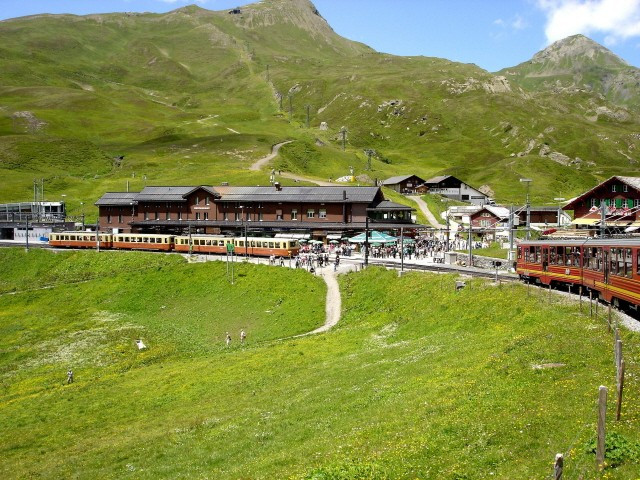